# السیل الکبیر
السیل الکبیر یک منطقهٔ مسکونی در عربستان سعودی است که در استان مکه واقع شده‌است.